# Aeropos I.
Aeropos I.  (altgriechisch Ἀέροπος Aéropos) war der Sohn von Philipp I., dem König von Makedonien, und dessen Nachfolger auf dem Thron.
Junianus Justinus berichtet, dass Aeropos noch ein Baby war, als sein Vater starb. Dies nutzten die benachbarten Illyrer und zogen mit einem großen Heer gegen Makedonien. Als die Illyrer im Kampf die Oberhand gewannen, dachten die Makedonen, dies könne nur daran liegen, dass ihr König nicht bei ihnen war, denn üblicherweise führte der makedonische König das Heer in die Schlacht. Deshalb brachte man die Wiege mit dem jungen König hinter die Frontlinie. Trotzdem wurden sie vom Feind weiter zurückgedrängt. Erst als ihnen bewusst wurde, das bald der König in die Hände der Illyrer fallen würde, konnten sie mit allerletzter Kraft den Angriff abwehren und den Feind in die Flucht schlagen.
Nach 26-jähriger Regierungszeit (ca. 588–540 v. Chr.) starb Aeropos und sein Sohn Alketas I. wurde nach ihm König von Makedonien.